# NRX
NRX era un reactor nuclear de investigación, moderado por agua pesada, refrigerado por agua ligera, en los Chalk River Laboratories de Canadá, que sufrió uno de los mayores accidentes mundiales de reactores el 12 de diciembre de 1952. 
El reactor entró en funcionamiento el 22 de julio de 1947 bajo la gestión del National Research Council of Canada, haciéndose cargo Atomic Energy of Canada Limited (AECL) poco antes del accidente de 1952. NRX funcionó durante 45 años, procediéndose a su desconexión permanente en 1992. Actualmente se está procediendo a su desinstalación en el emplazamiento de Chalk River Laboratories.

## Diseño
Un reactor moderado por agua pesada está regulado por dos procesos principales. Primero, el agua retarda la moderación de los neutrones que se producen por la fisión nuclear, incrementando las oportunidades de que neutrones de alta energía provoquen posteriores reacciones de fisión. Segundo, las barras de control absorben neutrones y ajustan el nivel de potencia o apagan el reactor en el curso de su normal funcionamiento. La reacción puede detenerse bien mediante la inserción de barras de control, bien retirando el moderador de agua pesada.
El reactor NRX incorporaba un vaso cilíndrico vertical sellado de aluminio con un diámetro de 8 m y una altura de 3 m. El vaso del núcleo mantenía alrededor de 175 tubos verticales de 6 cm de diámetro en una celosía hexagonal, 14 000 L de agua pesada y gas helio. El nivel del agua se podía ajustar para establecer el nivel de potencia. Sobre los tubos verticales y rodeados por aire se disponían elementos del combustible o piezas para experimentación.
Los elementos de combustible contenían barras de combustible de 3,1 m de largo, 31 mm de diámetro y con un peso de 55 kg, compuestas de combustible de uranio enfundado en aluminio. Rodeando el elemento de combustible había un tubo de aluminio de refrigeración con una circulación de hasta 250 litros por segundo de agua procedente del río Ottawa.
Doce de los tubos verticales contenían barras de control hechas de polvo de boro dentro de tubos de acero, que podían subirse o bajarse para controlar la reacción, de modo tal que cuando se insertaban siete de ellos absorbían los suficientes neutrones para que no se produjera ninguna reacción en cadena. Las barras se sostenían mediante electroimanes, de modo tal que un apagón provocaría su caída dentro de los tubos y finalizarían la reacción. Un sistema neumático podía utilizar la presión del aire desde arriba para forzar la rápida entrada en el núcleo del reactor o desde abajo para lentamente sacarlos de él. A cuatro de estos se los denominaba banco de seguridad mientras que los otros ocho eran controlados en una secuencia automática. Dos pulsadores en el panel principal en la sala de control activaban los imanes para sellar las barras al sistema neumático, y el pulsador para sumergir las barras en el núcleo estaba a pocos pasos.

## Historia
NRX fue en su época el más potente reactor de investigación del mundo, situando a Canadá en la cabeza de la investigación física. 
Nacido de un esfuerzo cooperativo durante la Segunda Guerra Mundial entre el Reino Unido, los Estados Unidos y Canadá, NRX era una reactor de investigación multipropósito utilizado para desarrollar nuevos isótopos, probar materiales y combustibles, y producir los rayos de partículas neutrales, llamadas neutrones, que se convirtieron en una herramienta indispensable en el floreciente campo de la física de condensación de materia. 
En 1994, el Dr. Bertram Brockhouse compartió el Premio Nobel de Física por sus trabajos en los años 50 en el NRX, que avanzó las técnicas de detección y análisis utilizadas en el campo de la dispersión de neutrones para la investigación de condensación de materia.
El reactor CIRUS, basado en este diseño, se construyó en la India. Finalmente se utilizó para producir plutonio para las pruebas nucleares de la India (Operation Smiling Buddha).
El 12 de diciembre de 1952, el reactor NRX sufrió una fusión parcial debido a un error del operador y a problemas mecánicos en los sistemas de apagado. Algún revestimiento del combustible estalló y provocó un escape de material radioactivo en el ambiente, a pesar de que la mayor parte del escape quedó contenido en el edificio del NRX. 
La limpieza del sitio requirió varios meses de trabajo, en parte llevado a cabo por 150 personas de la marina americana que se habían adiestrado en el área, así como el futuro presidente de los Estados Unidos Jimmy Carter. http://www.pbs.org/wgbh/amex/three/peopleevents/pandeAMEX86.html] El núcleo del NRX fue retirado y enterrado, y se colocó en su lugar un nuevo núcleo; el reactor actualizado se puso en funcionamiento de nuevo a los dos años. 
Se dice que el término "crud" tiene su origen en "Chalk River Unidentified Deposit", utilizado para describir las escamas radioactivas que se generan dentro de los componentes internos del reactor, y que se observaron por primera vez en la instalación del NRX. No obstante, crud puede también responder a "Corrosion Related Unidentified Deposit" (Depósitos no identificados relacionados con la corrosión), y expresiones similares y es normalmente utilizado sin que tenga ninguna relación con la planta de Chalk River.